# Sparkassen Cup on Ice de 2000
Sparkassen Cup on Ice de 2000 foi a décima quarta edição da competição, um evento anual de patinação artística no gelo organizado pela Deutsche Eislauf-Union, e que fez parte do Grand Prix de 2000–01. A competição foi disputada entre os dias 9 de novembro e 12 de novembro, na cidade de Gelsenkirchen, Alemanha.

## Eventos
- Individual masculino
- Individual feminino
- Duplas
- Dança no gelo

## Medalhistas
| Evento                        | Ouro                                             | Prata                                            | Bronze                                      |
| Individual masculino detalhes | Evgeni Plushenko · Rússia                        | Timothy Goebel · Estados Unidos                  | Li Chengjiang · China                       |
| Individual feminino detalhes  | Maria Butyrskaya · Rússia                        | Sarah Hughes · Estados Unidos                    | Tatiana Malinina · Uzbequistão              |
| Duplas detalhes               | Sarah Abitbol · Stéphane Bernadis · França       | Maria Petrova · Alexei Tikhonov · Rússia         | Tatiana Totmianina · Maxim Marinin · Rússia |
| Dança no gelo detalhes        | Barbara Fusar-Poli · Maurizio Margaglio · Itália | Margarita Drobiazko · Povilas Vanagas · Lituânia | Shae-Lynn Bourne · Victor Kraatz · Canadá   |

## Resultados

### Individual masculino
| Pos.              | Nome              | Nacionalidade  | Pontos | PC | PL |
| ----------------- | ----------------- | -------------- | ------ | -- | -- |
| Medalha de ouro   | Evgeni Plushenko  | Rússia         | 1.5    | 1  | 1  |
| Medalha de prata  | Timothy Goebel    | Estados Unidos | 3.0    | 2  | 2  |
| Medalha de bronze | Li Chengjiang     | China          | 4.5    | 3  | 3  |
| 4                 | Alexander Abt     | Rússia         | 6.0    | 4  | 4  |
| 5                 | Ivan Dinev        | Bulgária       | 8.0    | 6  | 5  |
| 6                 | Emanuel Sandhu    | Canadá         | 8.5    | 5  | 6  |
| 7                 | Roman Skorniakov  | Uzbequistão    | 10.5   | 7  | 7  |
| 8                 | Yosuke Takeuchi   | Japão          | 12.5   | 9  | 8  |
| 9                 | Stanick Jeannette | França         | 13.0   | 8  | 9  |
| 10                | André Kaden       | Alemanha       | 15.0   | 10 | 10 |
| 11                | Silvio Smalun     | Alemanha       | 16.5   | 11 | 11 |
| WD                | Stefan Lindemann  | Alemanha       | —      | WD |    |

### Individual feminino
| Pos.              | Nome                     | Nacionalidade  | Pontos | PC | PL |
| ----------------- | ------------------------ | -------------- | ------ | -- | -- |
| Medalha de ouro   | Maria Butyrskaya         | Rússia         | 1.5    | 1  | 1  |
| Medalha de prata  | Sarah Hughes             | Estados Unidos | 3.0    | 2  | 2  |
| Medalha de bronze | Tatiana Malinina         | Uzbequistão    | 5.5    | 5  | 3  |
| 4                 | Elena Liashenko          | Ucrânia        | 7.0    | 6  | 4  |
| 5                 | Sasha Cohen              | Estados Unidos | 7.0    | 4  | 5  |
| 6                 | Vanessa Gusmeroli        | França         | 8.5    | 3  | 7  |
| 7                 | Sabina Wojtala           | Polônia        | 10.5   | 9  | 6  |
| 8                 | Caroline Gülke           | Alemanha       | 11.5   | 7  | 8  |
| 9                 | Yuka Kanazawa            | Japão          | 13.0   | 8  | 9  |
| 10                | Nadine Gosselin          | Canadá         | 15.0   | 10 | 10 |
| WD                | Stephanie von der Thüsen | Alemanha       | —      | 11 | WD |

### Duplas
| Pos.              | Nome                                    | Nacionalidade  | Pontos | PC | PL |
| ----------------- | --------------------------------------- | -------------- | ------ | -- | -- |
| Medalha de ouro   | Sarah Abitbol / Stéphane Bernadis       | França         | 1.5    | 1  | 1  |
| Medalha de prata  | Maria Petrova / Alexei Tikhonov         | Rússia         | 3.0    | 2  | 2  |
| Medalha de bronze | Tatiana Totmianina / Maxim Marinin      | Rússia         | 4.5    | 3  | 3  |
| 4                 | Kristy Sargeant-Wirtz / Kris Wirtz      | Canadá         | 6.0    | 4  | 4  |
| 5                 | Aliona Savchenko / Stanislav Morozov    | Ucrânia        | 7.5    | 5  | 5  |
| 6                 | Valérie Marcoux / Bruno Marcotte        | Canadá         | 9.0    | 6  | 6  |
| 7                 | Danielle Hartsell / Steve Hartsell      | Estados Unidos | 10.5   | 7  | 7  |
| 8                 | Viktoria Shliakhova / Grigori Petrovski | Rússia         | 12.0   | 8  | 8  |
| 9                 | Oľga Beständigová / Jozef Beständig     | Eslováquia     | 13.5   | 9  | 9  |

### Dança no gelo
| Pos.              | Nome                                    | Nacionalidade | Pontos | DC | DO | DL |
| ----------------- | --------------------------------------- | ------------- | ------ | -- | -- | -- |
| Medalha de ouro   | Barbara Fusar-Poli / Maurizio Margaglio | Itália        | 2.0    | 1  | 1  | 1  |
| Medalha de prata  | Margarita Drobiazko / Povilas Vanagas   | Lituânia      | 4.0    | 2  | 2  | 2  |
| Medalha de bronze | Shae-Lynn Bourne / Victor Kraatz        | Canadá        | 6.6    | 3  | 4  | 3  |
| 4                 | Kati Winkler / René Lohse               | Alemanha      | 7.4    | 4  | 3  | 4  |
| 5                 | Isabelle Delobel / Olivier Schoenfelder | França        | 11.2   | 5  | 7  | 5  |
| 6                 | Natalia Romaniuta / Daniil Barantsev    | Rússia        | 11.4   | 6  | 5  | 6  |
| 7                 | Magali Sauri / Michail Stifunin         | França        | 13.8   | 8  | 6  | 7  |
| 8                 | Eliane Hugentobler / Daniel Hugentobler | Suíça         | 15.6   | 7  | 8  | 8  |
| 9                 | Agata Błażowska / Marcin Kozubek        | Polônia       | 18.4   | 10 | 9  | 9  |
| 10                | Gloria Agogliati / Luciano Milo         | Itália        | 19.6   | 9  | 10 | 10 |
| 11                | Nozomi Watanabe / Akiyuki Kido          | Japão         | 23.0   | 12 | 12 | 11 |
| 12                | Stephanie Rauer / Thomas Rauer          | Alemanha      | 23.0   | 11 | 11 | 12 |

## Quadro de medalhas
| Ordem | País           | Medalha de ouro | Medalha de prata | Medalha de bronze |    | Ordem por total |
| ----- | -------------- | --------------- | ---------------- | ----------------- | -- | --------------- |
| 1     | Rússia         | 2               | 1                | 1                 | 4  | 1               |
| 2     | França         | 1               |                  |                   | 1  | 3               |
| 2     | Itália         | 1               |                  |                   | 1  | 3               |
| 4     | Estados Unidos |                 | 2                |                   | 2  | 2               |
| 5     | Lituânia       |                 | 1                |                   | 1  | 3               |
| 6     | Canadá         |                 |                  | 1                 | 1  | 3               |
| 6     | China          |                 |                  | 1                 | 1  | 3               |
| 6     | Uzbequistão    |                 |                  | 1                 | 1  | 3               |
| TOTAL | TOTAL          | 4               | 4                | 4                 | 12 | —               |